# أكيرا إيواساكي
أكيرا إيواساكي (باليابانية: 岩崎昶؛ بالكانا: いわさき あきら) هو ناقد سينمائي وصحفي ياباني، ولد في 18 نوفمبر 1903 في طوكيو في اليابان، وتوفي في 16 سبتمبر 1981 في طوكيو (اليابان) في اليابان.

## وصلات خارجية
- أكيرا إيواساكي على موقع IMDb (الإنجليزية)